# Michael Atkinson
Michael John Atkinson (ur. 17 czerwca 1958) – australijski polityk, aktywny na szczeblu stanowym w Australii Południowej, członek Australijskiej Partii Pracy (ALP). Od 5 lutego 2013 spiker Izby Zgromadzenia Australii Południowej. 

## Życiorys

### Kariera zawodowa
Jest absolwentem Australian National University, gdzie uzyskał podwójny licencjat: z historii i prawa. Karierę zawodową rozpoczął jako dziennikarz ukazującego się w Adelaide tabloidu The Advertiser, dla którego pracował w latach 1982-1985. Następnie był rzecznikiem prasowym Chrisa Hurforda, federalnego ministra imigracji i spraw narodowościowych w gabinecie Boba Hawke’a. W 1989 został etatowym pracownikiem centrali związkowej Shop, Distributive and Allied Employees Association.

### Kariera polityczna
W 1989 został po raz pierwszy wybrany do Izby Zgromadzenia Australii Południowej, w której zasiada nieprzerwanie do dziś. W latach 2002–2010 należał do rządu stanowego, gdzie przez blisko osiem lat, z krótką przerwą w 2003 roku, zajmował urząd stanowego prokuratora generalnego, a dodatkowo, w różnych okresach, był równocześnie ministrem sprawiedliwości, ministrem ds. konsumenckich, ministrem ds. wielokulturowości oraz ministrem służb więziennych. W 2010 zrezygnował z członkostwa w rządzie. 
W 2013 został wybrany na spikera (przewodniczącego) Izby Zgromadzenia. 